# Clive Revill
Clive Selsby Revill (* 18. April 1930 in Wellington, Neuseeland; † 11. März 2025 in Sherman Oaks, Kalifornien) war ein neuseeländischer Schauspieler bei Film, Fernsehen und Theater.

## Leben

### Theater und Musical
Clive Revill debütierte im Jahr 1950 als Bühnenschauspieler in Auckland in seinem Heimatland Neuseeland. Anschließend nahm er Schauspielunterricht an der Old Vic School in London und wirkte zunächst vor allem als Theaterschauspieler. Als Teil der Royal Shakespeare Company trat er von 1956 bis 1964 in einem Dutzend Shakespeare-Produktionen auf. Am Broadway in New York stand er erstmals 1952 in einer Adaption von Charles Dickens’ Die Pickwickier auf der Bühne. Dort spielte Revill in den nächsten Jahren besonders oft in Musicals und Komödien; seine Auftritte in Irma La Douce (als Wirt Bob-Le-Hotu) und Oliver! (als Fagin) brachten ihm in den Jahren 1953 bzw. 1961 Nominierungen für den Tony Award ein. Seinen letzten Auftritt am New Yorker Broadway absolvierte er 1981 als Clare Quilty in einer Theateradaption von Lolita.

### Film
Mitte der 1950er-Jahre trat Revill erstmals für Film- und Fernsehrollen vor die Kamera. Aber erst beginnend mit Otto Premingers Bunny Lake ist verschwunden aus dem Jahr 1965 übernahm Revill regelmäßiger Filmrollen. Seine erfolgreichste Zeit als Filmschauspieler lag zwischen Mitte der 1960er- und Mitte der 1970er-Jahre, wo er in tragenden Nebenrollen oftmals exzentrische, seltsame oder campige Figuren darstellte. Ein besonderes Talent von Revill war das Nachmachen von Akzenten, weshalb er oftmals Figuren ausländischer Herkunft spielte. Das kam in seinen beiden Filmauftritten unter Billy Wilders Regie zur Geltung: als russischer Ballettdirektor Rogozhin in Das Privatleben des Sherlock Holmes (1970) und als italienischer Hotelmanager Carlo Carlucci in Avanti, Avanti! (1972). Für letztere Darstellung erhielt Revill eine Nominierung für den Golden Globe Award. Eine seiner wenigen Film-Hauptrollen hatte er in John Houghs Horrorfilm Tanz der Totenköpfe von 1973. Zu seinen letzten großen Kinoproduktionen zählen die Mel-Brooks-Komödien Robin Hood – Helden in Strumpfhosen (1993) und Dracula – Tot aber glücklich (1995).

### Fernsehen
Daneben profilierte sich Revill ab den 1970er-Jahren als Gaststar in vor allem amerikanischen Fernsehserien, so war er beispielsweise 1978 in der Columbo-Folge Waffen des Bösen als irischer Dichter und Mörder zu sehen. Weitere Auftritte hatte er etwa in populären Serien wie Hart aber herzlich, MacGyver, Love Boat, Magnum, Mord ist ihr Hobby, Raumschiff Enterprise – Das nächste Jahrhundert, Babylon 5 und The Closer. Revill wirkte auch in einer Reihe von Fernsehfilmen mit, so beispielsweise 1980 sowohl in Das Tagebuch der Anne Frank neben Maximilian Schell als auch in Der Scarlett-O’Hara-Krieg. In letzterem Film stellte er Charlie Chaplin dar.

### Synchronrollen
Revill war für viele Jahre ein gefragter Sprecher für Animationsfilme, Zeichentrickserien und Videospielen. In dem Star-Wars-Film Das Imperium schlägt zurück aus dem Jahre 1980 lieh er Imperator Palpatine in der englischen Originalfassung seine Stimme. Seit der DVD-Neuausgabe von 2004, die Neubearbeitungen der alten Filme durch George Lucas enthält, ist statt Revills Ian McDiarmids Stimme zu hören. In den ersten drei Folgen der Serie Batman sprach er 1992 den Butler Alfred, ehe Efrem Zimbalist Jr. die Figur übernahm. Letztmalig stand Revill 2016 in dem spanischen Film La reina de España von Fernando Trueba an der Seite von Penélope Cruz vor der Kamera.

### Privatleben
Clive Revill war zweimal geschieden und hatte eine Tochter; zuletzt lebte er in Los Angeles. Dort starb er im Stadtteil Sherman Oaks am 11. März 2025 im Alter von 94 Jahren nach längerer Demenz-Erkrankung in einer Pflegeeinrichtung.

## Auszeichnungen
- 1961: Nominierung für den Tony Award als bester Nebendarsteller in einem Musical (Irma La Douce)
- 1963: Nominierung für den Tony Award als bester Hauptdarsteller in einem Musical (Oliver!)
- 1973: Nominierung für den Golden Globe als bester Nebendarsteller für seine Rolle in Avanti, Avanti.

## Filmografie (Auswahl)

### Kino
- 1956: Allen Gewalten zum Trotz (Reach for the Sky)
- 1958: Des Pudels Kern (The Horse’s Mouth)
- 1965: Bunny Lake ist verschwunden (Bunny Lake is Missing)
- 1966: Modesty Blaise – Die tödliche Lady (Modesty Blaise)
- 1966: Simson ist nicht zu schlagen (A Fine Madness)
- 1966: Der Gentleman-Zinker (Kaleidoscope)
- 1967: Der doppelte Mann (The Double Man)
- 1967: Feuerdrache (Fathom)
- 1968: Der Haftbefehl (Nobody Runs Forever)
- 1968: In den Schuhen des Fischers (The Shoes of the Fisherman)
- 1969: Mörder GmbH (The Assassination Bureau)
- 1970: Das Privatleben des Sherlock Holmes (The Private Life of Sherlock Holmes)
- 1971: Traue keinem Hausfreund (A Severed Head)
- 1971: Rum-Boulevard (Boulevard du rhum)
- 1972: Flucht in die Sonne (Escape to the Sun)
- 1972: Avanti, Avanti! (Avanti!)
- 1973: Tanz der Totenköpfe (The Legend of Hell House)
- 1974: Die schwarze Windmühle (The Black Windmill)
- 1974: Der kleine Prinz (The Little Prince)
- 1975: Galileo
- 1975: Wer hat unseren Dinosaurier geklaut? (One of Our Dinosaurs Is Missing)
- 1980: Das Imperium schlägt zurück (Star Wars: Episode V – The Empire Strikes Back, Stimme)
- 1981: Zorro mit der heißen Klinge (Zorro, The Gay Blade)
- 1986: Der Froschkönig (The Frog Prince)
- 1986: Transformers – Der Kampf um Cybertron (The Transformers: The Movie, Stimme)
- 1987: Rumpelstilzchen (Rumpelstiltskin)
- 1987: Des Kaisers neue Kleider (The Emperor's New Clothes)
- 1989: C.H.U.D. – Das Monster lebt (C.H.U.D. II: Bud the C.H.U.D.)
- 1991: Gib’s ihm, Chris! (Let Him Have It)
- 1993: Robin Hood – Helden in Strumpfhosen (Robin Hood: Men in Tights)
- 1995: Dracula – Tot aber glücklich (Dracula: Dead and Loving It)
- 2000: Intrepid – Helden einer Katastrophe (Intrepid)
- 2002: Crime and Punishment – Du sollst nicht töten (Crime and Punishment)
- 2002: Peter Pan: Neue Abenteuer in Nimmerland (Return to Never Land, Stimme)
- 2002: 101 Dalmatiner Teil 2 – Auf kleinen Pfoten zum großen Star! (101 Dalmatians II: Patch’s London Adventure, Stimme)
- 2004: Mickys turbulente Weihnachtszeit (Mickey’s Twice Upon a Christmas, Stimme)
- 2009: Gentlemen Broncos
- 2012: Tom und Jerry – Robin Hood und seine tollkühne Maus (Tom and Jerry: Robin Hood and His Merry Mouse, Stimme)
- 2016: Die Königin von Spanien (La reina de España)

### Fernsehen
- 1955: Strike (Fernsehfilm)
- 1957: Die Abenteuer von Robin Hood (The Adventures of Robin Hood, Folge 2x31)
- 1972: Jason King (Folge 1x13)
- 1972/1973: König Arthur (Arthur of the Britons, 2 Folgen)
- 1974: Chico, der Regenmacher (The Boy with Two Heads, 7 Folgen, Stimme)
- 1976: Die großen Houdinis (The Great Houdini, Fernsehfilm)
- 1977: Mit Schirm, Charme und Melone (The New Avengers, Folge 2x01)
- 1978: Columbo (Folge 7x05 Waffen des Bösen)
- 1979: Colorado Saga (Centennial, Miniserie, 3 Folgen)
- 1979: Charlie Muffin (Fernsehfilm)
- 1980: Der Scarlett-O’Hara-Krieg (The Scarlett O’Hara War, Fernsehfilm)
- 1980: Das Tagebuch der Anne Frank (The Diary of Anne Frank, Fernsehfilm)
- 1981: Vegas (Vega$, Folge 3x12)
- 1981: Privatdetektiv Joe Dancer – Ein Auftrag für den Affen (The Monkey Mission, Fernsehfilm)
- 1982: Hart aber herzlich (Hart to Hart, Folge 3x17)
- 1983: Remington Steele (Folge 2x07)
- 1984: Samson und Delilah (Samson and Delilah, Fernsehfilm)
- 1984: George Washington (Miniserie, 3 Folgen)
- 1984: Der Denver-Clan (Dynasty, 2 Folgen)
- 1984: T. J. Hooker (Folge 4x07)
- 1984: Alvin und die Chipmunks (Alvin and the Chipmunks, 13 Folgen, Stimme)
- 1984–1986: Transformers (The Transformers, 5 Folgen, Stimme)
- 1984–1988: Die Schnorchels (Snorks, 50 Folgen, Stimme)
- 1985: Ein Colt für alle Fälle (The Fall Guy, Folge 4x23)
- 1985/1988: Mord ist ihr Hobby (Murder, She Wrote, 2 Folgen)
- 1986: Magnum (Magnum, P.I., Folge 6x11 Der Jahrmarktsmörder)
- 1986: Coup mit alten Meistern (A Masterpiece of Murder, Fernsehfilm)
- 1986: Love Boat (The Love Boat, Folge 9x25)
- 1987: MacGyver (Folge 2x21 Black Out)
- 1987: Alice im Land des Zauberspiegels (Alice Through the Looking Glass, Fernsehfilm, Stimme)
- 1987: Privatdetektiv Harry McGraw (The Law and Harry McGraw, Folge 1x06)
- 1987: DuckTales – Neues aus Entenhausen (DuckTales, Folge 1x25, Stimme)
- 1989: Aufs Kreuz gelegt (Jake Spanner, Private Eye, Fernsehfilm)
- 1990: Hunter (Folge 6x16)
- 1990: Schlafmütz & Co. (Potsworth & Co., 13 Folgen, Stimme)
- 1991: Raumschiff Enterprise – Das nächste Jahrhundert (Star Trek: The Next Generation, Folge 4x20 Gefangen in der Vergangenheit)
- 1991–1993: Die Legende von Prinz Eisenherz (The Legend of Prince Valiant, 3 Folgen, Stimme)
- 1992: Batman (Batman: The Animated Series, 3 Folgen, Stimme)
- 1993: Der Seewolf (The Sea Wolf, Fernsehfilm)
- 1994: Babylon 5 (Folge 1x03 Die Purpurdaten)
- 1996: Murphy Brown (Folge 8x21 Der Neffe)
- 1996: Superman – Die Abenteuer von Lois & Clark (Lois & Clark: The New Adventures of Superman, Folge 4x04)
- 1997: Ein Hauch von Himmel (Touched by an Angel, Folge 3x22 Wunder gibt es immer wieder)
- 1997: Eine starke Familie (Step by Step, Folge 6x20)
- 1999: Clueless – Die Chaos-Clique (Clueless, Folge 3x16)
- 2004: All Grown Up – Fast erwachsen (All Grown Up!, Folge 2x05, Stimme)
- 2005: The Closer (Folge 1x10 Ausgedient)
- 2008: Polar Opposites (Fernsehfilm)

### Als Sprecher in Spielen
- 1994: Star Wars: X-Wing (CD-ROM Edition)
- 2003: Der Hobbit (The Hobbit)
- 2006: Gothic 3[10]